# Dirk Torensma

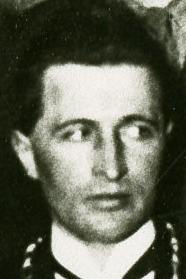
Dirk Torensma (1935)

Dirk Torensma (Oosternijkerk, 23 april 1899 – Menaldum, 23 oktober 1992) was een Nederlands politicus.
Hij werd in de gemeente Oostdongeradeel geboren als zoon van Geertje Torensma (1873-1964) die in 1903 trouwde met Johannes Nobbenhuis (1868-1945). Dirk Torensma begon zijn ambtelijke loopbaan bij de gemeentesecretarie van Oostdongeradeel en ging in 1921 werken bij de gemeente Grootegast. Hij bracht het daar tot eerste ambtenaar ter secretarie voor hij in 1935 benoemd werd tot burgemeester van Ezinge. Zes jaar later volgde zijn benoeming tot burgemeester van Menaldumadeel. Hij bleef tot oktober 1944 in functie en in februari 1945 kreeg Menaldumadeel een NSB'er als burgemeester. Na de bevrijding keerde Torensma terug als burgemeester van Menaldumadeel wat hij tot zijn pensionering in 1964 zou blijven. Hij overleed in 1992 op 93-jarige leeftijd.
In Feerwerd (tot 1990 gemeente Ezinge) is naar hem de 'Torensmaweg' vernoemd. Zijn zoon Siebe Torensma is ook burgemeester geweest.